# Susan Sarandon
Susan Abigail Sarandon (de domo Tomalin; ur. 4 października 1946 w Nowym Jorku) – amerykańska aktorka i aktywistka społeczna. Laureatka nagród i wyróżnień, w tym Oscara, nagrody BAFTA i nagrody Gildii Aktorów Ekranowych, a także nominacji do Emmy, sześciu nagród Primetime Emmy i dziewięciu Złotych Globów.
5 sierpnia 2002 otrzymała własną gwiazdę w Alei Gwiazd w Los Angeles znajdującą się przy 6801 Hollywood Boulevard.
Susan Sarandon to również działaczka społeczna i polityczna, w 1999 została mianowana ambasadorem dobrej woli UNICEF i w 2006 otrzymała nagrodę humanitarną Action Internationale Contre la Faim.

## Wczesne lata
Urodziła się w Jackson Heights w Queens w stanie Nowy Jork w rodzinie rzymskokatolickiej jako najstarsze z dziewięciorga dzieci Lenory Marie (z domu Criscione) i Phillipa Leslie Tomalina, dyrektora ds. reklamy, producenta telewizyjnego i byłego piosenkarza w nocnych klubach. Miała czterech braci – Phillipa Leslie Jr., Terry’ego, Timothy’ego i O’Briana oraz cztery siostry – Meredith, Bonnie Priscille, Amandę i Melissę. Jej matka była pochodzenia włoskiego, jej przodkowie pochodzili z rejonów Toskanii i Sycylii, a ojciec miał korzenie angielskie, irlandzkie, niemieckie i walijskie z Bridgend.
Kiedy miała cztery lata, jej rodzina przeniosła się do Stephenville w New Jersey. W 1960 ukończyła Saint Francis Grammar School w Metuchen. W 1964 ukończyła Edison High School w Edison Township, gdzie w 1962 dołączyła do zespołu i grupy tanecznej, która zabawiała chore dzieci w pobliskim szpitalu rehabilitacyjnym. Jako uczennica liceum zagrała główną rolę w przedstawieniu Lady Precious Stream. Jako maturzystka zagrała tytułową bohaterkę w komedii Moja siostra Eileen, zdobywając wzmianki w lokalnych gazetach. W 1964 został wprowadzony do National Honor Society. W latach 1964–1968 uczęszczała na Katolicki Uniwersytet Ameryki, uzyskując tytuł licencjata w dziedzinie teatru. W trakcie studiów i wkrótce po nich utrzymywała się z opróżniania basenów w szpitalu, strzyżenia włosów, sprzątania domów i pracy jako operator centrali telefonicznej. Była modelką nowojorskiej agencji Ford Models.

## Kariera
W 1968 wspólnie z ówczesnym mężem Chrisem Sarandonem pojawiła się na scenie w Wayside Theatre w Middletown w Wirginii. Po raz pierwszy wystąpiła przed kamerą w roli Melissy Compton w dramacie Johns G. Avildsens Joe (1970) z Peterem Boyle. Od 30 marca 1970 do 1971 grała postać Sarah Fairbanks w operze mydlanej ABC Inny świat (A World Apart). W operze mydlanej CBS Search for Tomorrow (1972) wystąpiła w roli Patrice Kahlman. W 1972 trafiła na Broadway w sztuce Gore’a Vidala Wieczór z Richardem Nixonem i.... Po występie w dramacie George’a Roy Hilla Wielki Waldo Pepper (1975) u boku Roberta Redforda, została obsadzona w głównej roli żeńskiej Janet Weiss w kultowym musicalu Jima Sharmana The Rocky Horror Picture Show (1975). W dramacie Louisa Malle’a Ślicznotka (1978) zagrała prostytutkę wychowującą swoją córkę w domu publicznym.
Była dwukrotnie nominowana do nagrody Drama Desk na off-Broadwayu za kreację Maude Mix w spektaklu Kilka białych piskląt siedzi i rozmawia (1980) i za rolę Marjorie, ofiary gwałtu, która odwraca sytuację od napastnika i przejmuje kontrolę w przedstawieniu Skrajności (Extremities, 1982). Kreacja kelnerki Sally Matthews z Saskatchewan w Kanadzie, pracującej w barze z ostrygami w kasynie w Atlantic City w dramacie kryminalnym Louisa Malle’a Atlantic City (1980) przyniosła jej nominację do Oscara. W horrorze Tony’ego Scotta Zagadka nieśmiertelności (1983) wystąpiła w scenie miłości lesbijskiej z Catherine Deneuve, co sprawiło, że wielu widzów wychodziło z kina oburzonych.
Kolejne lata przyniosły kolejne sukcesy. W czarnej komedii fantasy George Miller Czarownice z Eastwick (1987) wcieliła się w postać nauczycielki muzyki Jane Spofford, która podobnie jak jej dwie przyjaciółki (Cher i Michelle Pfeiffer), jest uwodzona przez demonicznego Darryla Van Horne’a (Jack Nicholson). Na planie komedii romantycznej Byków z Durham (1988), gdzie została obsadzona w roli nauczycielki języka angielskiego Annie Savoy, byłej cheerleaderki, poznała swojego życiowego partnera, aktora Tima Robbinsa. Prawdziwym sukcesem artystycznym była rola twardej kelnerki z zatłoczonej knajpki Louise Sawyer, która wspólnie z przyjaciółką (Geena Davis) wybierały się na weekendowy wypad, w dramacie Ridleya Scotta Thelma i Louise (1991), za którą po raz drugi nominowana do Oscara i dostała włoską nagrodę David di Donatello dla najlepszej aktorki zagranicznej. Kolejną nominację do Oscara i Złotego Globu dostała za rolę Michaela Odone, matki kilkuletniego Lorenza w opartym na autentycznej historii dramacie George’a Millera Olej Lorenza (1992) z Nickiem Nolte. W 1995 ponownie była nominowana do Oscara i otrzymała nagrodę BAFTA po tym jak wystąpiła w roli adwokat Reggie Love w dramacie sądowym Joela Schumachera Klient (1994). Została uhonorowana statuetką Oscara za rolę zakonnicy Helen Prejean w dramacie Tima Robbinsa Przed egzekucją (1995).

## Działalność pozaaktorska
Susan Sarandon jest jedną z najbardziej aktywnych aktorek Hollywood. Oprócz pracy na planie zajmuje się organizacją wielu przedsięwzięć na cele charytatywne. Szczególną uwagę zwraca na osoby chore na AIDS. W 1993 roku w trakcie uroczystości wręczania Oscarów poświęciła im nawet krótką przemowę, czym zjednała sobie nie tylko podziw, ale i poparcie ze strony wielu ludzi kina. W czasie operacji „Pustynna Burza” otwarcie krytykowała prezydenturę Busha i wojnę w Zatoce. Jest także działaczką na rzecz osób ze środowiska LGBT. Brała udział w reklamie „Love is Love is Love”, promującej LGBT.

## Życie prywatne
W 1965, gdy uczęszczała na Katolicki Uniwersytet Ameryki, poznała o 4 lata starszego studenta, Chrisa Sarandona. 16 września 1967 zawarli związek małżeński. Rozstali się w 1970, ale formalny rozwód wzięli dopiero 9 lat później, 20 września 1979. W latach 1978–1980 jej partnerem był reżyser Louis Malle. W latach 1984–1988 była w związku z włoskim reżyserem Franco Amurrim, z którym ma córkę Evę Amurri (ur. 15 marca 1985), również będącą aktorką. W latach 1988–2009, przez 23 lata była związana z młodszym o 12 lat aktorem Timem Robbinsem. Para ma dwóch synów: Jacka Henry’ego (ur. 1989) i Milesa (ur. 1992). W latach 2010–2015 jej partnerem był młodszy o 31 lat producent filmowy Jonathan Bricklin. W 2022 roku Sarandon dokonała coming outu w programie telewizyjnym The Tonight Show Starring Jimmy Fallon, gdzie powiedziała, że jest biseksualna.

## Filmy fabularne
- 1970: Joe jako Melissa Compton
- 1971: Fleur bleue jako Elizabeth Hawkins
- 1971: Mortadela jako Sally
- 1974: The Rimers of Eldritch jako Patsy Johnson
- 1974: The Whirlwind
- 1974: The Satan Murders jako Kate
- 1974: June Moon jako Eileen
- 1974: Bal kapitański (F. Scott Fitzgerald and 'The Last of the Belles' ) jako Ailie Calhoun
- 1974: Strona tytułowa (The Front Page) jako Peggy Grant
- 1974: Zakochani w Molly (Lovin' Molly) jako Sarah
- 1975: Rocky Horror Picture Show (The Rocky Horror Picture Show) jako Janet Weiss
- 1975: Wielki Waldo Pepper (The Great Waldo Pepper) jako Mary Beth
- 1976: Dragonfly jako Chloe
- 1977: Kowboj za kółkiem (The Last of the Cowboys) jako Ginny
- 1977: Druga strona północy (The Other Side of Midnight) jako Catherine Alexander
- 1977: Checkered Flag or Crash jako C.C. Wainwright
- 1978: Ślicznotka (Pretty Baby) jako Hattie
- 1978: Król Cyganów (King of the Gypsies) jako Rose
- 1979: Prawie jak w raju (Something Short of Paradise) jako Madeleine Ross
- 1980: Atlantic City jako Sally
- 1980: Nieoczekiwany romans (Loving Couples) jako Stephanie
- 1982: Kim w tej chwili jestem? (Who Am I This Time?) jako Helene Shaw
- 1982: Burza (Tempest) jako Aretha
- 1983: Zagadka nieśmiertelności (The Hunger) jako Sarah Roberts
- 1984: Kumpelski układ (The Buddy System) jako Emily
- 1985: Mussolini i Ja (Mussolini: The Decline and Fall of Il Duce) jako Edda Ciano
- 1985: Kompromitujące pozy (Compromising Positions) jako Judith Singer
- 1986: Waleczne kobiety (Women of Valor) jako pułkownik Margaret Ann Jessup
- 1987: Czarownice z Eastwick (The Witches of Eastwick) jako Jane Spofford
- 1988: Byki z Durham (Bull Durham) jako Annie Savoy
- 1988: Sweet Hearts Dance jako Sandra Boon
- 1989: Sucha biała pora (A Dry White Season) jako Melanie Bruwer
- 1989: Styczniowy człowiek (The January Man) jako Christine Starkey
- 1990: Biały pałac (White Palace) jako Nora Baker
- 1991: Thelma i Louise (Thelma & Louise) jako Louise Sawyer
- 1992: Olej Lorenza (Lorenzo's Oil) jako Michaela Odone
- 1992: Margines życia (Light Sleeper) jako Ann
- 1992: Bob Roberts jako Tawna Titan
- 1992: Gracz (The Player) jako Susan Sarandon
- 1994: Bezpieczne przejście (Safe Passage) jako Mag Singer
- 1994: Małe kobietki (Little Women) jako Marmee March
- 1994: Klient (The Client) jako Reggie Love
- 1995: Przed egzekucją (Dead Man Walking) jako siostra Helen Prejean
- 1996: Jakubek i brzoskwinia olbrzymka (James and the Giant Peach) jako Pająk (głos)
- 1998: Mamuśka (Stepmom) jako Jackie
- 1998: Półmrok (Twilight) jako Catherine Ames
- 1998: Illuminata jako Celimene
- 1999: Nasz przyjaciel, Martin (Our Friend, Martin) jako pani Clark (głos)
- 1999: Ziemskie namiętności (Earthly Possessions) jako Charlotte Emery
- 1999: Cradle Will Rock jako Margherita Sarfatti
- 1999: Wszędzie byle nie tu (Anywhere But Here) jako Adele August
- 2000: Tajemniczy Joe (Joe Gould's Secret) jako Alice Neel
- 2000: Pełzaki w Paryżu (Rugrats in Paris: The Movie – Rugrats II) jako Coco LaBouche
- 2001: Psy i koty jako Ivy (głos)
- 2002: Siostrzyczki (The Banger Sisters) jako Lavinia
- 2002: Mila księżycowego światła (Moonlight Mile) jako JoJo Floss
- 2002: Ucieczka od życia (Igby Goes Down) jako Mimi Slocumb
- 2003: I będę żyć (Ice Bound) jako Jerri Nielsen
- 2004: Zatańcz ze mną (Shall We Dance) jako Beverly Clark
- 2004: Alfie jako Liz
- 2004: Czekając na cud (Noel) jako Rose
- 2005: Upodleni (The Exonerated) jako Sunny
- 2005: Romanse i papierosy (Romance & Cigarettes) jako Kitty Kane
- 2005: Elizabethtown jako Hollie Baylor
- 2006: Modliszka (Irresistible) jako Sophie
- 2007: Arytmetyka uczuć (Emotional Arithmetic) jako Melanie Lansing Winters
- 2007: Zaczarowana (Enchanted) jako królowa Narissa
- 2007: Bernard i Doris (Bernard and Doris) jako Doris
- 2007: W dolinie Elah (In the Valley of Elah) jako Joan Deerfield
- 2007: Facet od W-F'u (Mr. Woodcock) jako Beverly Farley
- 2008: Speed Racer jako mama Racera
- 2008: Na rozstaju uczuć (Middle of Nowhere) jako Rhonda Berry
- 2009: Co w trawie piszczy? (Leaves of Grass) jako Daisy
- 2009: Najlepszy  (The Greatest) jako Grace Brewer
- 2009: Człowiek sukcesu (Solitary Man) jako Nancy
- 2009: Nostalgia anioła (The Lovely Bones) jak babcia Lynn
- 2010: Wall Street: Pieniądz nie śpi (Wall Street: Money Never Sleeps) jako Sylvia Moore
- 2010: Jack, jakiego nie znacie (You Don’t Know Jack) jako Janet Good
- 2010: Peacock jako Fanny Crill
- 2011: The Miraculous Year jako Patty Atwood
- 2011: Fight for Your Right Revisited jako matka
- 2011: Jeff wraca do domu (Jeff, Who Lives at Home) jako Sharon
- 2012: Arbitraż (Arbitrage) jako Ellen Miller
- 2012: Spadaj, tato (I Hate You, Dad) jako Mary McGarricle
- 2012: Robot i Frank (Robot & Frank) jako Jennifer
- 2012: Atlas chmur (Cloud Atlas) jako Ursula / Żółta twarz
- 2012: Reguła milczenia (The Company You Keep) jako Sharon Solarz
- 2013: Infiltrator (Snitch) jako Joanne Keeghan
- 2013: Wielkie wesele (The Big Wedding) jako Bebe McBride
- 2013: Irwin & Fran jako narrator
- 2013: The Last of Robin Hood jako Florence Aadland
- 2014: Wezwanie (The Calling) jako Hazel Micallef
- 2014: Pingpongowe lato (Ping-Pong Summer) jako Randi Jammer
- 2014: Tammy jako Pearl
- 2014: Hell & Back jako anioł Barb (głos)
- 2016: Mothers Day jako Millie
- 2016: Zoolander 2 jako ona sama
- 2017: Złe mamuśki 2: Jak przetrwać święta (A Bad Moms Christmas] jako Isis
- 2023: Blue Beetle jako Victoria Kord

## Seriale telewizyjne
- 1971: A World Apart jako Patrice Kahlman
- 1971: Owen Marshall: Counselor at Law jako Joyce
- 1972: Search for Tomorrow jako Sarah Fairbanks
- 1973–1974: Wide World of Mystery jako Kate
- 1984: Faerie Tale Theatre jako Piękność
- 1984: Oxbridge Blues jako Natalie
- 1985: Anno Domini (A.D.) jako Livilla
- 1995: Simpsonowie (The Simpsons) jako nauczycielka baletu (głos)
- 2001: Przyjaciele (Friends) jako Jessica Lockhart
- 2002: Zwariowany świat Malcolma (Malcolm in the Middle) jako Meg
- 2003: Dzieci Diuny (Children of Dune) jako księżna Wensicja Korrino
- 2003: Freedom: A History of Us jako Mary Hagidorn
- 2005: Mad TV
- 2006–2007: Wołanie o pomoc (Rescue Me) jako Alicia Green
- 2009: Ostry dyżur (E.R.) jako Nora
- 2009, 2011: Saturday Night Live jako matka
- 2011–2012: Rockefeller Plaza 30 (30 Rock) jako Lynn Onkman
- 2012: Słowo na R (The Big C) jako Joy Kleinman
- 2015: Marilyn jako Gladys Mortenson
- 2016: Zoolander 2 jako ona sama (cameo)

## Nagrody
| Rok  | Nagroda                                      | Kategoria                                            | Film                   |
| ---- | -------------------------------------------- | ---------------------------------------------------- | ---------------------- |
| 1961 | Nagroda Genie                                | Najlepszy występ zagranicznej aktorki                | Atlantic City (1980)   |
| 1991 | National Board of Review                     | Najlepsza aktorka                                    | Thelma i Louise (1991) |
| 1992 | David di Donatello                           | Najlepsza aktorka zagraniczna                        | Thelma i Louise (1991) |
| 1995 | Nagroda BAFTA                                | Najlepsza aktorka pierwszoplanowa                    | Klient (1994)          |
| 1995 | Nagroda Gildii Aktorów Ekranowych            | Najlepsza aktorka pierwszoplanowa                    | Przed egzekucją (1995) |
| 1996 | Nagroda Akademii Filmowej                    | Najlepsza aktorka pierwszoplanowa                    | Przed egzekucją (1995) |
| 1996 | David di Donatello                           | Najlepsza aktorka zagraniczna                        | Przed egzekucją (1995) |
| 2005 | Nagroda Satelita                             | Nagroda Mary Pickford za wkład w przemysł rozrywkowy | –                      |
| 2016 | 69. Międzynarodowy Festiwal Filmowy w Cannes | Nagroda Kering: Kobiety w ruchu                      | –                      |